# Schwiegertochter gesucht
Schwiegertochter gesucht war eine von 2007 bis 2024 fast jährlich von RTL ausgestrahlte Doku-Soap. Realisiert wurde die Sendung von der Kölner Produktionsfirma Warner Bros. International Television Production Deutschland GmbH.

## Konzept
Junggesellen wurden in Fernsehclips mit ihren Müttern vorgestellt. Beziehungsinteressierte Zuschauerinnen konnten ihren Favoriten schreiben und von den Männern zu mehrtägigen Besuchen in deren Zuhause eingeladen werden. In der Regel lebten diese Männer mit ihren Müttern bzw. Eltern zusammen. Die Männer und eingeladenen Frauen werden während der gemeinsamen Zeit von einem Kamerateam begleitet. Die Moderatorin Vera Int-Veen gab bis 2018 per Voice-over Kommentare und Erklärungen zum aktuellen Geschehen der Sendung ab.

## Ausstrahlung
Den Sendeplatz von sonntags 19:05 Uhr nutzte zuvor bereits Bauer sucht Frau erfolgreich. Die Premierenfolge vom 15. April 2007 sahen 2,78 Millionen Zuschauer, in der werberelevanten Zielgruppe lag der Marktanteil bei 16,9 Prozent.
2018, 2022 und 2023 pausierte die Hauptsendung. 2020 und 2021 wechselte sie vorübergehend vom Vorabend in die Primetime am Dienstagabend.

## Sondersendungen und Ableger

### Jetzt sind die Frauen dran
Seit dem 12. Februar 2012 wird das „Schwiegertochter gesucht“-Spezial: Jetzt sind die Frauen dran in unregelmäßigen Zeitabständen ausgestrahlt.

### Beate und Irene – Das hat die Welt noch nicht gesehen!
Vom 28. Juni 2015 bis 19. Juli 2015 wurde der – zunächst vier Folgen umfassende – Ableger Beate und Irene – Das hat die Welt noch nicht gesehen! ausgestrahlt. In dieser Sendung reiste die Kandidatin Beate, die bereits seit der 3. Staffel von Schwiegertochter gesucht im Jahr 2009 jährlich an der Sendung teilnimmt, zusammen mit ihrer Mutter Irene († 11. Januar 2017) durch Mumbai in Indien und Tokio in Japan. Die beiden erhielten unterschiedliche Aufgaben, die sie erfüllen mussten.

## Kritik
Kritisiert wurde die Sendung vor allem, da sie durch Nachbearbeitung der Folgen die Kandidaten oft ins Lächerliche zieht und der Unterhaltungswert nur darin zu bestehen scheint, sich über die Protagonisten lustig zu machen. Judith Conrady von der Online-Zeitung RP Online:

„Aus dem liebevollen Beobachten von kleinen Alltagsskurrilitäten ist eine Parade von Absonderlichkeiten geworden, die an Menschenschauen auf dem Jahrmarkt erinnert – und bei der aus jeder Szene herauszulesen ist, dass ein Drehbuch dahintersteckt, das mit dem wirklichen Leben der Kandidaten wohl nicht mehr viel zu tun hat.“

Der Wechsel in die Prime Time ging für Schwiegertochter gesucht 2020 auch mit konzeptionellen Anpassungen einher. „Insgesamt scheinen die neuen Folgen weniger über das bloße Sich-Lustig-Machen zu funktionieren. Dafür versucht RTL unter anderem den Faktor Konkurrenzdenken unter den Verehrerinnen von Veras Söhnen stärker zu betonen als früher“, stellte David Grzeschik bei Quotenmeter.de fest. Insgesamt wirke die Sendung im Vergleich zu vergangenen Staffeln aufpoliert „und nur noch ein bisschen cringe“.

### #Verafake
In der Sendung des Neo Magazin Royale vom 12. Mai 2016 gab Jan Böhmermann unter dem Hashtag #verafake bekannt, einen Kandidaten in die Sendung eingeschleust zu haben.
Dabei wurden deutliche Missstände in der Produktion und im Umgang mit den Kandidaten aufgedeckt. Unter anderem wurde die Wohnung der Kandidaten für ein skurrileres Bild dekoriert, die Kandidaten wurden im Profil überspitzt dargestellt und erhielten stellenweise eindeutige Anweisungen zu Verhalten und Text. Des Weiteren wurden die Kandidaten bei Vertragsabschluss bedrängt, erhielten eine sehr niedrige Aufwandsentschädigung und bekamen ihr Vertragsexemplar erst nach Ausstrahlung der Sendung. Das Team um Böhmermann warf Vera Int-Veen und der Produktionsfirma daraufhin gezielten Missbrauch der Kandidaten vor.
Bei dem in der Sendung vom 10. April 2016 als 21-Jährigen vorgestellten Kandidaten Robin handelte es sich um den 30-jährigen Schauspieler Simon Steinhorst. Dessen vermeintlicher Vater René, 38 Jahre alt, wurde von dem 55-jährigen Schauspieler Andreas Schneiders verkörpert. Das Team des Neo Magazin Royale (benannt „Team Royaleraff“ in Anlehnung an die RTL-Produktion Team Wallraff – Reporter undercover) hatte dafür eine Wohnung in Duisburg gemietet und diese passend zum Kandidaten ausgestattet. Bei dem daraufhin gezeigten Bericht, der die Arbeiten der Produktionsfirma mit versteckten Kameras zeigte, wurde unter anderem bekannt, dass die Kandidaten für die 10 bis maximal 30 Drehtage eine Aufwandsentschädigung von insgesamt 150 Euro bekommen sollten. RTL verlangt von Werbetreibenden in den Werbepausen der Sendungen bis zu 90.000 Euro pro Minute. Zusätzlich müssten Kandidaten eine eidesstattlich versicherte Erklärung abgeben, dass sie sich im Vollbesitz ihrer geistigen Fähigkeiten befinden. Obwohl der vermeintliche Vater angab, jeden Tag acht Flaschen Bier zu trinken, vermerkte die Redakteurin im Fragebogen, dass er nicht täglich Alkohol konsumiere. Den unterschriebenen Vertrag erhielten die vermeintlichen Bewerber erst nach Ausstrahlung der Sendung – rund zwei Monate nach dessen Unterzeichnung – zurück.

„Ihr habt Robin und René noch dümmer gemacht, als wir sie uns ausgedacht haben. Und das will was heißen. Ihr habt sie als die allerletzten Trottel inszeniert.“

Auf Nachfrage des Medienmagazins DWDL.de gab der RTL-Sprecher Christian Körner an, dass zunächst die ausgestrahlte Folge geprüft und bei Bedarf Rücksprache mit den Produzenten gehalten werden solle, bevor man die Angelegenheit kommentiere. RTL entfernte daraufhin am 13. Mai 2016 die den eingeschleusten Kandidaten betreffende Sendung aus seiner Mediathek. Gleichzeitig bestritt der Sender Teile der Vorwürfe. So sei der Vertrag mehrfach an die dem Sender bekannte Adresse verschickt worden, dort aber nicht angekommen. Die 150 Euro Aufwandsentschädigung entsprächen zudem dem monatlichen Grundfreibetrag für Vermögen von Personen, die Arbeitslosengeld II beziehen. Weiterhin räumte RTL ein, dass „Fehler im Bereich der redaktionellen Sorgfaltspflicht gemacht [wurden]“. Die Produktion der aktuellen Staffel solle daher von einem anderen Team weitergeführt werden.
Infolge der Enthüllung leitete die Niedersächsische Landesmedienanstalt (NLM) eine Vorprüfung ein. NLM-Direktor Andreas Fischer kritisierte: „Die Art und Weise, wie die Produktionsfirma Verträge mit den Kandidaten abschließt und sie dabei bedrängt, erinnert stark an Haustürgeschäfte.“ Die NLM habe daher den Vertrag angefordert, den die Produktionsfirma Warner Bros. International Television Production Deutschland mit den Kandidaten der Sendung abschließt. Im Anschluss wurde kein offizielles Prüfverfahren eingeleitet. Die NLM einigte sich mit dem Sender auf eine größere Sorgfalt bei der Kandidatenauswahl.
Für die „lückenlose Offenlegung der emotional und wirtschaftlich ausbeuterischen Arbeitsmethoden des TV-Reality-Business“ erhielten Jan Böhmermann, Philipp Käßbohrer und Matthias Murmann stellvertretend für das Team der bildundtonfabrik den Grimme-Preis 2017 in der Kategorie Unterhaltung.